# Johann Heinrich Rettberg (Jurist)
Johann Heinrich Rettberg (auch: Johannes Henricus Retbergk und Namensvarianten sowie Johann Heinrich Redberg; * 1. Mai 1636 in Ilten; † 7. Februar 1713 in Osterode am Harz) war ein hannoverscher Landrentmeister. Durch seine mehrfache Erwähnung in der erhaltenen Korrespondenz von Gottfried Wilhelm Leibniz ist er Teil des Weltdokumentenerbes der UNESCO.

## Leben
Johann Heinrich Rettberg wirkte 1665 als Defendent an der Universität Tübingen für die von Burckhard Bardili verfasste Schrift De ademtione legatorum, et lege falcidia.
1667 wirkte Rettberg, auch als „Cellensis Saxo“ bezeichnet, an der Universität Straßburg. In seiner weiteren Laufbahn wirkte der Jurist als Kurfürstlich Braunschweig-Lüneburgischer Hofrat, Landrichter, Kommissar, Stadtschultheiß und Amtsmann bzw. Landdrost in Osterrode im Harz.
Rettberg heiratete am 17. Oktober 1671 in Celle Anna Juliana Fischer (* 28. März 1647 in Celle; † 25. Oktober 1715 in Osterode), Tochter des Fürstlich Braunschweig-Lüneburgischen Schatzrates, Hofgerichtsassessor sowie Celler Syndikus und Bürgermeisters Matthias Fischer und der Kunigunda Margaretha Bullen. Das anfänglich in Celle, später in Osterode wohnende Ehepaar hatte sieben Töchter und einen Sohn, von denen zwei Töchter starben. Rettbergs Witwe wurde am 12. November 1715 in dem Rettbergischen Gewölbe in der Osteroder Johanneskirche beigesetzt.
Zuvor hatte Rettberg auch als Landrentmeister in Osterode gewirkt. Er wurde am 22. Februar 1713 bestattet.

## Werke
- Burckhardo Bardili, Johann Henricus Retbergk: Conclusiones theorectico-practicae ad Pandectas. Exercitatio IX. De ademtione legatorum, et lege falcidia, Tubingae: Typis Johann Henrici Reisl, 1665; Digitalisat über die Bayerische Staatsbibliothek
- Quod Ratum Velit Faustumque Iubeat Deus Opt. Max. Quo Duce Ac Praeside, Decreto & Authoritate Magnifici, Nobilissimi, Amplissimique Ictorum Ordinis In florentißima Argentoratensium Academia Disputationem Hanc Inauguralem De Circumscriptione Negotiativa. Pro Summis in utroque Iure Honoribus ac Privilegiis rite consequendis, Solenni Eruditorum Examini submittit. Johann. Henricus Retberg, Cellens. Saxo. Ad d. Octobr. horis locoque consuetis, Argentorati: Literis Johannis Welperi, 1666; Digitalisat über das Verzeichnis der im deutschen Sprachraum erschienenen Drucke des 17. Jahrhunderts (VD 17)
  - Argentorati: Welper, 1667